# Distretto di Mônhhaan
Il distretto di Mônhhaan è uno dei tredici distretti (sum) in cui è suddivisa la provincia di Sùhbaatar, in Mongolia. Conta una popolazione di 1.189 abitanti (censimento 2009). 